# Макворијски пингвин
Макворијски пингвин (лат. Eudyptes schlegeli) је пингвин који живи у водама око Антарктика.

## Физичке особине
Макворијски пингвини порасту до 70 cm висине и 6 килограма тежине. По изгледу личе на макаронске пингвине али имају бијело лице и браду, за разлику од црноликих макаронских.

## Размножавање
Макворијски пингвини се размножавају само на острву Маквори. Гнијезде се на плажама или огољеним подручјима на литицама покривеним травом. Као и већина морских птица, и макворијски пингвини живе у колонијама недалеко од морске обале. Сезона парења почиње у септембру а полагање јаја најкасније у октобру. Легу два јајета али обично само једно преживи. На њима и мужјак и женка леже укупно око 35 дана (мијењају се сваких 12 дана).
Када се младунче испили, мушки родитељ га чува око 10-20 дана а мајка доноси храну. Након тог периода оба родитеља трагају за храном док младунчад образују крешее. Након око два мјесеца, младунчад напуштају гнијездо и обично се враћају у колонију ради сопственог парења након око шест година.

## Исхрана
Макворијски пингвини се хране крилом, рибом и, мање, лигњама. Младунчад које још увијек хране родитељи једу 2 до 3 пута дневно.

## Угроженост
Макворијски пингвини се сматрају рањивом врстом. У прошлости они су се ловили ради уља, када је влада Тасманије између 1870. и 1919. године издавала дозволе за њихов лов. У том периоду годишње је у просјеку било ловљено око 150.000 пингвина (што краљевских што макворијских). Откако је забрањен њихов лов на Макворију, број макворијских пингвина је порастао на око 850.000 парова (по процјени из 1984-1985).
На копну, пацови им понекад нападају јаја и младунчад. Успјех у размножавању може бити умањен узнемиравањем од стране туриста и истраживача. Загађеност мора, посебно због случајног једења пластичног отпада, такође зна бити смртоносна по јединке ове врсте.
Највећа пријетња за макворијске пингвине, као и за пингвине уопште, је промјена климе због глобалног загријевања и смањење броја риба због масовног рибарења у подручју Антарктика.

## Име
У српском језику ови пингвини су добили име по острву Маквори, на којем се једино гнијезде. Њихово научно име, међутим, Eudyptes schlegeli, је дато по њемачком зоологу Херману Шлегелу.
У енглеском језику ови пингвини се називају Royal penguins, што лако уводи забуну са краљевским пингвинима (енгл. King penguins) те у литератури на енглеском језику треба обратити пажњу на ту разлику.